# Yanagawa horiwari monogatari
Yanagawa horiwari monogatari (柳川の運河の物語?  lit. "La historia de los canales de Yanagawa") es un documental de 1987, dirigido por Isao Takahata.
La película no ha estado nunca oficialmente distribuida, tanto en Japón como en el resto del mundo. Todavía no tiene ninguna fecha de estreno. Para el cineasta Takahata Isao (y para el Estudio Ghibli) fue la primera experiencia realizando un documental.

## Datos técnicos
|                                    | Datos                                            |
| ---------------------------------- | ------------------------------------------------ |
| Producción                         | Hayao Miyazaki                                   |
| Director / Guion                   | Isao Takahata                                    |
| Foto                               | Shinji Takahashi                                 |
| Asistente de dirección             | Takahiro Miyano                                  |
| Cooperación en supervisión y guion | Hiromatsu Den                                    |
| Narración                          | Sachiko Kagami , Masahiko Kunii                  |
| Canción del tema                   | Yoshio Mamiya "La historia de Yanagawa Horiwari" |

## Producción
Hayao Miyazaki quedó impresionado al visitar Yanagawa, el encomendó a su amigo Isao Takahata hacer algún trabajo relacionado con esta ciudad.  El hecho de que la película sea un documental parece haber sido una decisión que tomó Takahata después de realizar el estudio del lugar. Inicialmente quiso, como en la tradición de Studio Ghibli, hacer una película de animación ambientada en esta ciudad, Yanagawa, definida como la "Venecia de Oriente",  por la similitud de sus canales y de las instalaciones hídricas que son característicos de la ciudad Italiana. Sin embargo, al parecer Takahata quedó tan impresionado por la historia de la ciudad y las historias de sus habitantes que prefirió hacer un documental.